# ジロ・デ・イタリア 2014
ジロ・デ・イタリア 2014 (Giro d'Italia 2014) は、ジロ・デ・イタリアの97回目のレース。2014年5月9日から6月1日まで行われた。

## 各賞の変遷
| 区間 | 勝者                   | 総合成績             | ポイント賞             | 山岳賞                   | 新人賞               | チーム時間賞                     | チームポイント賞                   |
| ---- | ---------------------- | -------------------- | ---------------------- | ------------------------ | -------------------- | -------------------------------- | ---------------------------------- |
| 1    | オリカ・グリーンエッジ | スヴェイン・タフト   | なし                   | なし                     | ルーク・ダーブリッジ | オリカ・グリーンエッジ           | オリカ・グリーンエッジ             |
| 2    | マルセル・キッテル     | マイケル・マシューズ | マルセル・キッテル     | マールテン・チャリンヒー | マイケル・マシューズ | オリカ・グリーンエッジ           | オリカ・グリーンエッジ             |
| 3    | マルセル・キッテル     | マイケル・マシューズ | マルセル・キッテル     | マールテン・チャリンヒー | マイケル・マシューズ | オリカ・グリーンエッジ           | チーム・スカイ                     |
| 4    | ナセル・ブアニ         | マイケル・マシューズ | ナセル・ブアニ         | マールテン・チャリンヒー | マイケル・マシューズ | オリカ・グリーンエッジ           | チーム・ジャイアント＝シマノ       |
| 5    | ディエゴ・ウリッシ     | マイケル・マシューズ | エリア・ヴィヴィアーニ | マールテン・チャリンヒー | マイケル・マシューズ | アスタナ・プロチーム             | チーム・ジャイアント＝シマノ       |
| 6    | マイケル・マシューズ   | マイケル・マシューズ | エリア・ヴィヴィアーニ | マイケル・マシューズ     | マイケル・マシューズ | BMC・レーシング                  | チーム・ジャイアント＝シマノ       |
| 7    | ナセル・ブアニ         | マイケル・マシューズ | ナセル・ブアニ         | マイケル・マシューズ     | マイケル・マシューズ | BMC・レーシング                  | チーム・ジャイアント＝シマノ       |
| 8    | ディエゴ・ウリッシ     | カデル・エヴァンス   | ナセル・ブアニ         | フリアン・アレドンド     | ラファウ・マイカ     | BMC・レーシング                  | トレック・ファクトリー・レーシング |
| 9    | ピーター・ウェーニング | カデル・エヴァンス   | ナセル・ブアニ         | フリアン・アレドンド     | ラファウ・マイカ     | オメガファーマ・クイックステップ | ランプレ・メリダ                   |
| 10   | ナセル・ブアニ         | カデル・エヴァンス   | ナセル・ブアニ         | フリアン・アレドンド     | ラファウ・マイカ     | オメガファーマ・クイックステップ | ランプレ・メリダ                   |
| 11   | マイケル・ロジャース   | カデル・エヴァンス   | ナセル・ブアニ         | フリアン・アレドンド     | ラファウ・マイカ     | オメガファーマ・クイックステップ | ランプレ・メリダ                   |
| 12   | リゴベルト・ウラン     | リゴベルト・ウラン   | ナセル・ブアニ         | フリアン・アレドンド     | ラファウ・マイカ     | オメガファーマ・クイックステップ | ランプレ・メリダ                   |
| 13   | マルコ・カノーラ       | リゴベルト・ウラン   | ナセル・ブアニ         | フリアン・アレドンド     | ラファウ・マイカ     | オメガファーマ・クイックステップ | ランプレ・メリダ                   |
| 14   | エンリーコ・バッタリン | リゴベルト・ウラン   | ナセル・ブアニ         | フリアン・アレドンド     | ラファウ・マイカ     | オメガファーマ・クイックステップ | ランプレ・メリダ                   |
| 15   | ファビオ・アル         | リゴベルト・ウラン   | ナセル・ブアニ         | フリアン・アレドンド     | ラファウ・マイカ     | オメガファーマ・クイックステップ | ランプレ・メリダ                   |
| 16   | ナイロ・キンタナ       | ナイロ・キンタナ     | ナセル・ブアニ         | フリアン・アレドンド     | ナイロ・キンタナ     | AG2R・ラ・モンディアル           | ランプレ・メリダ                   |
| 17   | ステファノ・ピラッツィ | ナイロ・キンタナ     | ナセル・ブアニ         | フリアン・アレドンド     | ナイロ・キンタナ     | AG2R・ラ・モンディアル           | オメガファーマ・クイックステップ   |
| 18   | フリアン・アレドンド   | ナイロ・キンタナ     | ナセル・ブアニ         | フリアン・アレドンド     | ナイロ・キンタナ     | AG2R・ラ・モンディアル           | オメガファーマ・クイックステップ   |
| 19   | ナイロ・キンタナ       | ナイロ・キンタナ     | ナセル・ブアニ         | フリアン・アレドンド     | ナイロ・キンタナ     | AG2R・ラ・モンディアル           | オメガファーマ・クイックステップ   |
| 20   | マイケル・ロジャース   | ナイロ・キンタナ     | ナセル・ブアニ         | フリアン・アレドンド     | ナイロ・キンタナ     | AG2R・ラ・モンディアル           | オメガファーマ・クイックステップ   |
| 21   | ルカ・メスゲツ         | ナイロ・キンタナ     | ナセル・ブアニ         | フリアン・アレドンド     | ナイロ・キンタナ     | AG2R・ラ・モンディアル           | オメガファーマ・クイックステップ   |

## 最終成績

### 個人総合成績
|    | 選手名                       | 国籍           | チーム                             | 時間           |
| -- | ---------------------------- | -------------- | ---------------------------------- | -------------- |
| 1  | ナイロ・キンタナ             | コロンビア     | モビスター・チーム                 | 88時間14分32秒 |
| 2  | リゴベルト・ウラン           | コロンビア     | オメガファーマ・クイックステップ   | +2分58秒       |
| 3  | ファビオ・アル               | イタリア       | アスタナ・プロチーム               | +4分04秒       |
| 4  | ピエール・ロラン             | フランス       | チーム・ユーロップカー             | +5分46秒       |
| 5  | ドメニコ・ポッツォヴィーヴォ | イタリア       | AG2R・ラ・モンディアル             | +6分32秒       |
| 6  | ラファウ・マイカ             | ポーランド     | ティンコフ＝サクソ                 | +7分04秒       |
| 7  | ウィルコ・ケルダーマン       | オランダ       | ベルキン・プロサイクリング・チーム | +11分00秒      |
| 8  | カデル・エヴァンス           | オーストラリア | BMC・レーシング                    | +11分51秒      |
| 9  | ライダー・ヘシェダル         | カナダ         | ガーミン・シャープ                 | +13分35秒      |
| 10 | ロベルト・キセルロフスキ     | クロアチア     | トレック・ファクトリーレーシング   | +15分49秒      |

### ポイント賞
|   | 選手名                 | 国籍     | チーム                             | ポイント |
| - | ---------------------- | -------- | ---------------------------------- | -------- |
| 1 | ナセル・ブアニ         | フランス | FDJ.fr                             | 291      |
| 2 | ジャコモ・ニッツォーロ | イタリア | トレック・ファクトリー・レーシング | 265      |
| 3 | ロベルト・フェッラーリ | イタリア | ランプレ・メリダ                   | 186      |
| 4 | エリア・ヴィヴィアーニ | イタリア | キャノンデール・プロサイクリング   | 174      |
| 5 | ベン・スウィフト       | イギリス | チーム・スカイ                     | 135      |

### 山岳賞
|   | 選手名                 | 国籍       | チーム                           | ポイント |
| - | ---------------------- | ---------- | -------------------------------- | -------- |
| 1 | フリアン・アレドンド   | コロンビア | トレック・ファクトリーレーシング | 173      |
| 2 | ダリオ・カタルド       | イタリア   | チーム・スカイ                   | 132      |
| 3 | ナイロ・キンタナ       | コロンビア | モビスター・チーム               | 88       |
| 4 | ティム・ヴェレンス     | ベルギー   | ロット・ベリソル                 | 79       |
| 5 | ロビンソン・チャラプド | コロンビア | コロンビア                       | 73       |

### 新人賞
|   | 選手名                 | 国籍       | チーム                             | 時間           |
| - | ---------------------- | ---------- | ---------------------------------- | -------------- |
| 1 | ナイロ・キンタナ       | コロンビア | モビスター・チーム                 | 88時間14分32秒 |
| 2 | ファビオ・アル         | イタリア   | アスタナ・プロチーム               | +4分04秒       |
| 3 | ラファウ・マイカ       | ポーランド | ティンコフ＝サクソ                 | +7分04秒       |
| 4 | ウィルコ・ケルダーマン | オランダ   | ベルキン・プロサイクリング・チーム | +11分00秒      |
| 5 | セバスティアン・エナオ | コロンビア | チーム・スカイ                     | +56分24秒      |

### チーム時間賞
| 1位 | AG2R・ラ・モンディアル           | 264時間30分55秒 |
| 2位 | オメガファーマ・クイックステップ | +19分32秒       |
| 3位 | ティンコフ＝サクソ               | +27分12秒       |
| 4位 | BMC・レーシング                  | +1時間08分24秒  |
| 5位 | モビスター・チーム               | +1時間13分52秒  |